# Gang Beasts
Gang Beasts es un videojuego multijugador beat'em up desarrollado por el estudio independiente británico Boneloaf y publicado por Double Fine Presents. El juego se lanzó para Microsoft Windows, macOS, Linux y PlayStation 4 el 12 de diciembre de 2014, luego de un período de acceso temprano para las plataformas de PC que comenzó en agosto de 2014. También se lanzó en Xbox One el 27 de marzo de 2019 y Nintendo Switch el 7 de octubre de 2022

## Jugabilidad
Gang Beasts es un videojuego de fiesta multijugador con personajes gelatinosos, secuencias de peleas cuerpo a cuerpo y entornos peligrosos, ambientado en la metrópolis ficticia de Beef City. En el lanzamiento inicial contenía 8 niveles multijugador. El núcleo del juego implica el uso de varias habilidades físicas, como golpear o patear a un oponente hasta que lo eliminen, y luego intentar arrojarlo sobre uno de los peligros del escenario. Sin embargo, los oponentes que han sido derribados no están completamente indefensos, ya que pueden defenderse para ser liberados.

## Recepción
Ya en su estado alfa gratuito, así como en el lanzamiento de Steam Early Access, el juego recibió una respuesta positiva de críticos y fanáticos. 
Fuera del acceso temprano, Gang Beasts recibió críticas mixtas de los críticos en las versiones para PC y PlayStation 4 del juego. En Metacritic, el juego tiene un puntaje de 67/100 para la versión de PlayStation 4 basado en 8 revisiones, lo que indica "revisiones mixtas o promedio". Mientras que la versión de Nintendo Switch es de 68/100
El juego fue nominado para "Excelencia en multijugador" en los Premios SXSW Gaming Awards de 2018, y para "Multijugador" en los 14º Premios de la Academia Británica.